# Wereldnet
Wereldnet was tussen 1997 en 2012 een radioprogramma van de VPRO en Radio Nederland Wereldomroep. Het programma is uitgezonden op Radio 5, Radio 747AM, Radio 1 en de Wereldomroep. Van 25 augustus 2008 tot 2013 was het een programma-onderdeel van Villa VPRO op Radio 1. 
In het programma belt de presentator in Hilversum met Nederlandse correspondenten die wonen en werken in landen over de hele wereld. Enkele correspondenten waren Sandra Roelofs, Dick Passchier en Ad Nijkamp. Onderwerpen waren zowel politiek als het dagelijks leven in het betreffende land.